# Praga IV/T-4
Praga IV – czechosłowacki gąsienicowy ciągnik artyleryjski z okresu II wojny światowej.

## Historia konstrukcji
W 1935 roku w zakładach Českomoravská Kolben Daněk w Pradze opracowano gąsienicowy ciągnik artyleryjski z przeznaczeniem dla armii czechosłowackiej. Pojazd ten otrzymał oznaczenie Praga IV. 
Produkcja tego ciągnika z przeznaczeniem dla armii czechosłowackiej rozpoczęto w 1935 roku, a zakończono po zajęciu Czechosłowacji przez Niemcy w 1939 roku. W tym okresie wyprodukowano w sumie 115 ciągników tego typy w tym 1 prototyp. 
W armii słowackiej podjęto próbę przebudowania tego ciągnika w samobieżne działo przeciwlotnicze, poprzez zamontowanie na nim działka przeciwlotniczego Oerlikon kal. 20 mm, lecz po wstępnych próbach zrezygnowano z tego pomysłu.

## Użycie
Ciągniki artyleryjskiej Praga IV wprowadzone zostały w latach 1935–1939 na wyposażenie armii czechosłowackiej.
Pojazdy w 1939 roku zostały przejęte przez wojska niemiecki, gdzie otrzymały oznaczenie Mittlerer Raupenschlepper T IV(t). Przy czym 76 pojazdów tego typu pozostało na wyposażeniu Wehrmachtu, natomiast 38 zostało przekazanych armii słowackiej. Pojazdy w armii słowackiej nosiły oznaczenie Praga T-4.

## Opis pojazdu
Ciągnik artyleryjski Praga IV został zbudowany na podwoziu gąsienicowym, posiadał odkrytą kabinę załogi, osłanianą przez brezent, przedział ładunkowy był odkryty. Wyposażony był w silnik benzynowy, 4-cylindrowy, chłodzony wodą, o mocy 57 KM. Przystosowany był do holowania przyczepy lub działa o masie do 4500 kg i mógł przewozić ładunek o masie 1160 kg.